# Villu Pattu

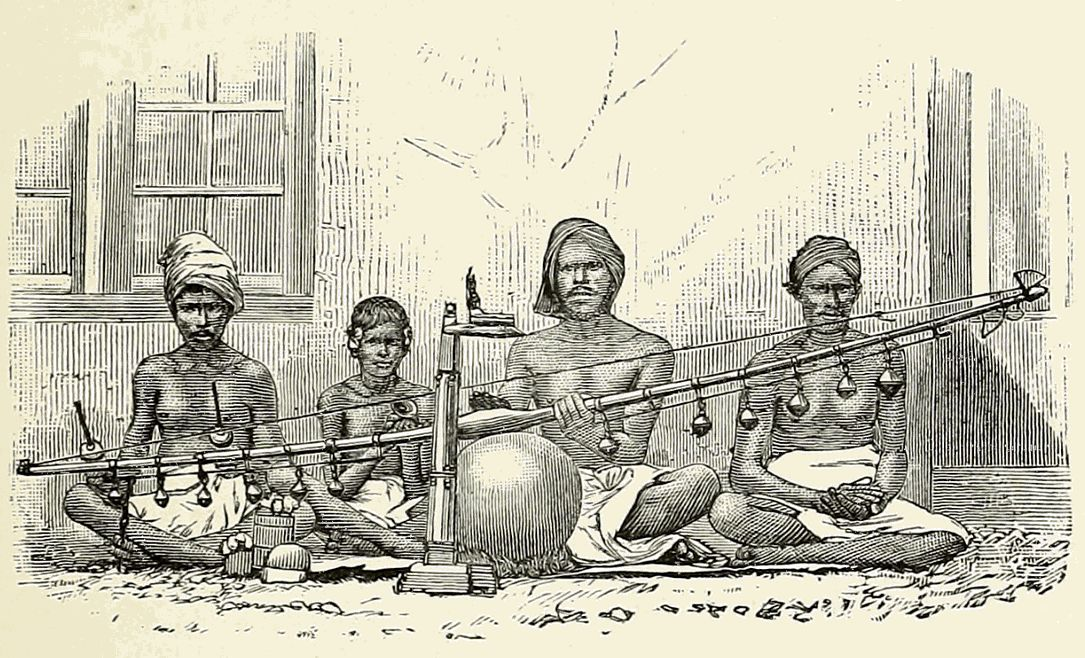
Musiker der Shanar (Channaar), einer bäuerlichen Ethnie in Tamil Nadu, die früher Toddy-Sammler waren, führen Villu Pattu auf. Darstellung in Samuel Mateer, 1883

Villu Pattu, auch Villu Paatu, Villuppattu, ist eine Volksliedgattung in der südindischen Musik, die in einigen Gebieten von Tamil Nadu und Kerala von Angehörigen mittlerer Kasten bei Tempelfesten aufgeführt wird. Der Begriff setzt sich aus vil oder villu, Tamil வில்லு Telugu విల్లు „Bogen“ und pāṭṭu, „Lied“ zusammen. Das charakteristische Begleitinstrument der alten Erzähltradition ist ein zwei bis vier Meter langer Musikbogen, der villadi vadyam genannt wird. Zur Schallverstärkung wird der Bogen etwas außerhalb der Mitte über einen Tontopf gelegt.

## Herkunft und Verbreitung des Musikbogens
Der Name viladi vadyam setzt sich aus vil („Bogen“), adi („schlagen“) und vadyam („Musikinstrument“) zusammen. Damit ist die Funktionsweise eines Musikbogens umschrieben, dessen eine Saite rhythmisch mit Stöckchen angeschlagen wird. Einsaitige Musikbögen waren die ältesten indischen Saiteninstrumente, die in den Veden zusammenfassend als vina bezeichnet werden. Daraus entwickelten sich mehrsaitige Bogenharfen (in Südindien die yazh), wie sie in Indien bis zum 7. Jahrhundert n. Chr. und teilweise noch danach belegt sind, und Stabzithern oder Musikstäbe, deren eine oder mehrere Saiten über einen geraden Saitenträger gespannt ist. Aus den letzteren entstand die heutige Gruppe der als vina oder sitar bezeichneten indischen Lauteninstrumente.
Als ältestes indisches Streichinstrument gilt die ravanahattha (ravanastran), ursprünglich ein Musikbogen oder ein Musikstab aus Bambus, dessen Rosshaarsaite über zwei Stege geführt wurde. Die nach dem mythischen König Ravana benannte heutige Spießgeige mit einer fellbespannten halben Kokosschale als Resonator soll gemäß indischer Tradition der Vorläufer der indischen rabab (Vorläufer der sursingar) und der sarangi sein.
Einfache Musikbögen, die in altindischer Zeit mutmaßlich pinaki vina genannt wurden, haben sich in Indien nur noch in wenigen Nischen in der regionalen Volksmusik von bestimmten Gesellschaftsgruppen erhalten. Der villadi vadyam ist typologisch eine sehr alte Form, die sich auf die ursprüngliche Erdzither zurückführen lässt. Einen ähnlichen langen Musikbogen bei den indigenen Cora in Mexiko, dessen Stab auf eine am Boden liegende Kalebasse aufgelegt wurde, erwähnt Konrad Theodor Preuss (1912).
Große Ähnlichkeit mit dem villadi vadyam besitzt der zwei Meter lange Jagdbogen dhankul (auch dhankul dandi), der bei den Adivasi in einen abgelegenen Hügelgebiet im Süden des Bundesstaates Chhattisgarh (Bastar-Distrikt) zur Begleitung der epischen Gesangstradition Tija Jagar gehört. Er wird ebenfalls über einen am Boden stehenden Tontopf gelegt, aber mit der Saite nach unten. Frauen zupfen die Saite mit der linken Hand, während sie mit einem besenartig gefächerten Bambusstück in der rechten Hand über den in der Mitte geriffelten Bogen schrapen.
Buang ist eine ausschließlich rhythmisch eingesetzte einsaitige Stabzither bei den Santal in Odisha. Der Saitenträger aus einem Bambusrohr misst etwa einen Meter, in beiden Enden stecken elastische Aststücke, die durch die gespannte Saite gekrümmt werden. In der Mitte ist ein Resonanzkörper befestigt, der aus einem mit Papier überzogenen Bambuskorb besteht. Tänzer erzeugen damit bei Gruppentänzen schnarrende Geräusche. Die in Odisha zur Liedbegleitung gespielte Stabzither tuila mit Kalebassenresonator besitzt einen Tonumfang von einer Oktave. Bei anderen Adivasi-Volksgruppen in Zentralindien erfüllt die ähnliche, aber kleinere kuranrajan mit einem geschnitzten Vogelkopf (Pfauenköpfe bei den Saora in Odisha) eine magische Funktion bei religiösen Zeremonien.
Zu den Rhythmusinstrumenten mit einer elastisch befestigten Saite gehört auch die besonders von den religiösen Sängern der Bauls in Bengalen gespielte Zupftrommel ektara. Diese entspricht in Kerala der pulluvan kudam, einem membranbespannten Tontopf (kudam, auch ghatam) mit einer Saite, den die Gemeinschaft der Pulluvan zusammen mit der einsaitigen Fidel pulluvan vina und den Handzimbeln elathalam in der Musik für den Schlangenkult Nagakalam einsetzt, der dem Ritualtheater Nagamandala ähnlich ist. Der am Boden sitzende Musiker spannt die von der Fellmitte der pulluvan kudam ausgehende Saite, indem er ihr Ende unter sein Bein klemmt oder mit den Zehen fixiert. Gezupft wird mit einem Holzplektrum in der rechten Hand.
Im Norden Keralas bezeichnet ona villu einen Musikbogen aus dem Blattstiel einer Palmyrapalme mit einer Saite aus Kokosfasern, der bei einem Kummattikkali genannten Maskentanz gespielt wird. Eine Gruppe von acht bis zehn kostümierten Tänzern mit Holzmasken tritt auf der Straße zu Ehren der Göttin Devi auf. Ona villu heißt auch ein nicht spielbarer „Bogen“, tatsächlich ein bemaltes Holzbrett, das beim Onam-Fest im Monat Chingam (August/September) in Kerala zeremoniell eingesetzt und schließlich im Padmanabhaswamy-Tempel von Trivandrum geopfert wird. Die traditionellste Form der Villu Pattu-Lieder wird an der Südspitze Indiens, im Distrikt Kanyakumari gepflegt.

## Bauform des Bogens und Spielweise

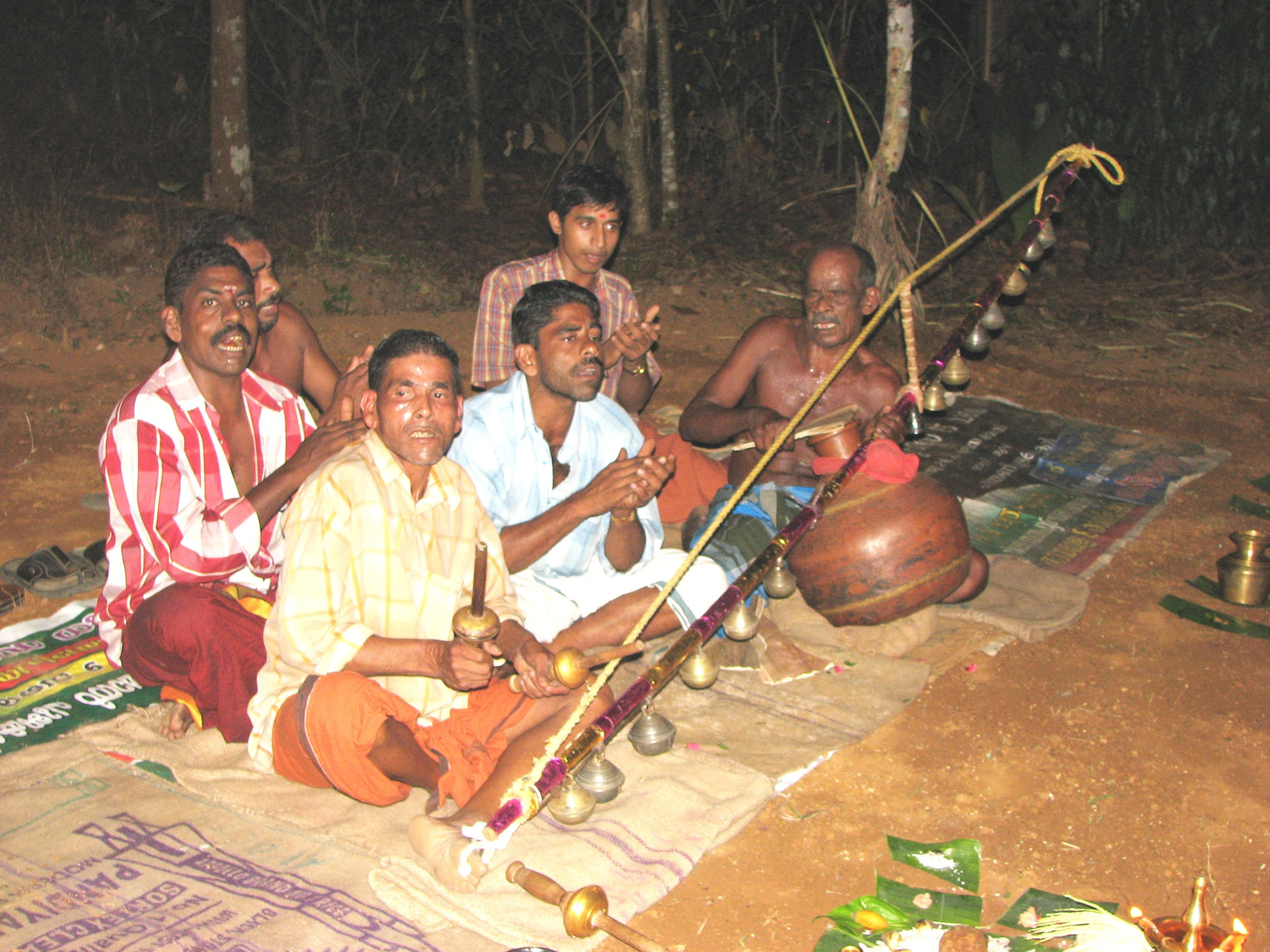
Nächtliche Villu Pattu-Aufführung in Ponkunnam bei Kottayam

Der villadi vadyam ist ein leicht gebogener Holzstab (aus einem Zweig der Palmyrapalme), zwischen dessen Enden eine dicke gedrehte Schnur aus Hanf oder Tierhaut gespannt wird. Im mittleren Bereich liegt der Saitenträger auf einem Tontopf (kudam), der als Resonanzkörper fungiert und zugleich als Idiophon mit Stöckchen angeschlagen wird. Am dick mit bunten Papier- oder Stoffstreifen umwickelten Stab hängen auf ganzer Länge Glöckchen, die beim Anschlagen der Saite erklingen.
Die Musikgruppe besteht aus sieben oder acht Mitgliedern. Der Vorsänger (Pullavar, entspricht dem Pandit) oder die Vorsängerin schlägt meist auf dem Boden sitzend mit zwei Holzstöcken (vicukol) die Saite und trägt in Balladenform mythologische Themen aus der lokalen Tradition vor oder schöpft aus den Erzählungen des Mahabharata, Ramayana oder aus den Puranas. Bis zu fünf Begleiter schlagen ebenfalls den Rhythmus mit Stöckchen auf die Saite, den Tontopf und auf die weiteren Instrumente. Eine Frau kann als Vorsängerin auftreten, auch wenn die übrigen Musiker männlich sind. Einer Vorsängerin steht eine weibliche Assistentin zur Seite.
Üblicherweise beginnt ein Musiker mit einem virtuosen Solo auf der Sanduhrtrommel idakka. Der Musikbogen steht zwar im Zentrum der Aufmerksamkeit, dennoch wird er musikalisch durch die rhythmischen Begleitinstrumente in seiner Bedeutung begrenzt. Lautstark zu hören sind die zweifellige Sanduhrtrommel udukkai, die hölzernen Klappern daru talam oder kattai und die kleinen Zimbeln talam oder jalra. Klappern, Zimbeln und der Musikbogen halten die Grundschläge des Taktes. Wo sich die Erzählung zu einem besonderen emotionalen Ausdruck steigert, kommt es zu einem sich überstürzenden Rhythmus (tutukku): Tontopf und udukkai treiben mit einem polyrhythmischen Muster über den Grundschlägen von Klappern und Zimbeln die Musik vorwärts. In modernisierten Aufführungen werden der besseren Textverständlichkeit wegen einige der Schlaginstrumente durch das indische Harmonium oder die Shrutibox ersetzt.
Der Text wird vom Sänger vorgetragen und von einem Chor (itampati) antiphon wiederholt. Gelegentlich teilen sich die Musiker in eine Hauptgruppe (vilampati) um den Sänger und einen Chor gegenüber, der sich zum udukkai-Spieler gesellt. Der Chor wiederholt nicht die gesamten Verszeilen, sondern nur den Refrain, sodass ein Echoeffekt entsteht. Inhaltlich kann sich ein Frage-Antwort-Spiel der beiden Seiten ergeben. Die Musiker treten mit großen Gesten und mimischen Verrenkungen in eine Beziehung zum Publikum, das während der lebhaften Tempelfeste (kotai, wörtlich „Geschenk“, die Gläubigen opfern den Gottheiten) über mehrere Stunden unterhalten werden soll. Die Melodien sind einfach, und die im lokalen Dialekt vorgetragenen Geschichten sind den Zuhörern im Wesentlichen bekannt. Durch die Wiederholung des Refrains soll auch der ungebildete Zuhörer den Text besser verstehen können.
Ein ähnliches Wortgefecht bietet auch das südindische Volkstanztheater Lavani, das von anmutigen Tänzerinnen im April/Mai eine ganze Nacht hindurch aufgeführt wird. Lavani mit Verbreitungsschwerpunkt in Maharashtra, die Balladen des Gee-Gee in Karnataka, Kavigan aus Bengalen, Villu Pattu und andere volkstümliche Erzähltraditionen vermochten ihre Themen den Bedürfnissen der Zeit anzupassen. Während der britischen Herrschaft dienten sie als Verbreitungswege des antikolonialen Aufstandes.
Der britische Missionar Samuel Mateer (1835–1893) beschreibt in Native Life in Travancore (1883) Aufführungen von Villu Pattu als Begleitmusik von „Teufelsverehrung“. Vier oder fünf Musiker schlugen zu seiner Zeit in den Tempeln abwechselnd mit Stöcken auf die Saite, wofür sie ordentlich entlohnt wurden, so Mateer.
Die Villu Pattu-Musiker gehören überwiegend mittleren Kasten an, im Unterschied zu den meisten anderen epischen Gesangstraditionen, die von den unteren Schichten gepflegt werden. Die im äußersten Süden kleine Gruppe der Brahmanen beteiligt sich nicht an der Gesangstradition. Manche Ensembles ziehen als Wandermusiker umher. Daneben gibt es anerkannte Villu Pattu-Meister, die Schüler in dieser Volkstradition unterrichten. Der berühmteste lebende Villu Pattu-Musiker ist der 1928 im Tirunelveli-Distrikt in Tamil Nadu geborene Subbu Arumugam.

## Liedgattungen

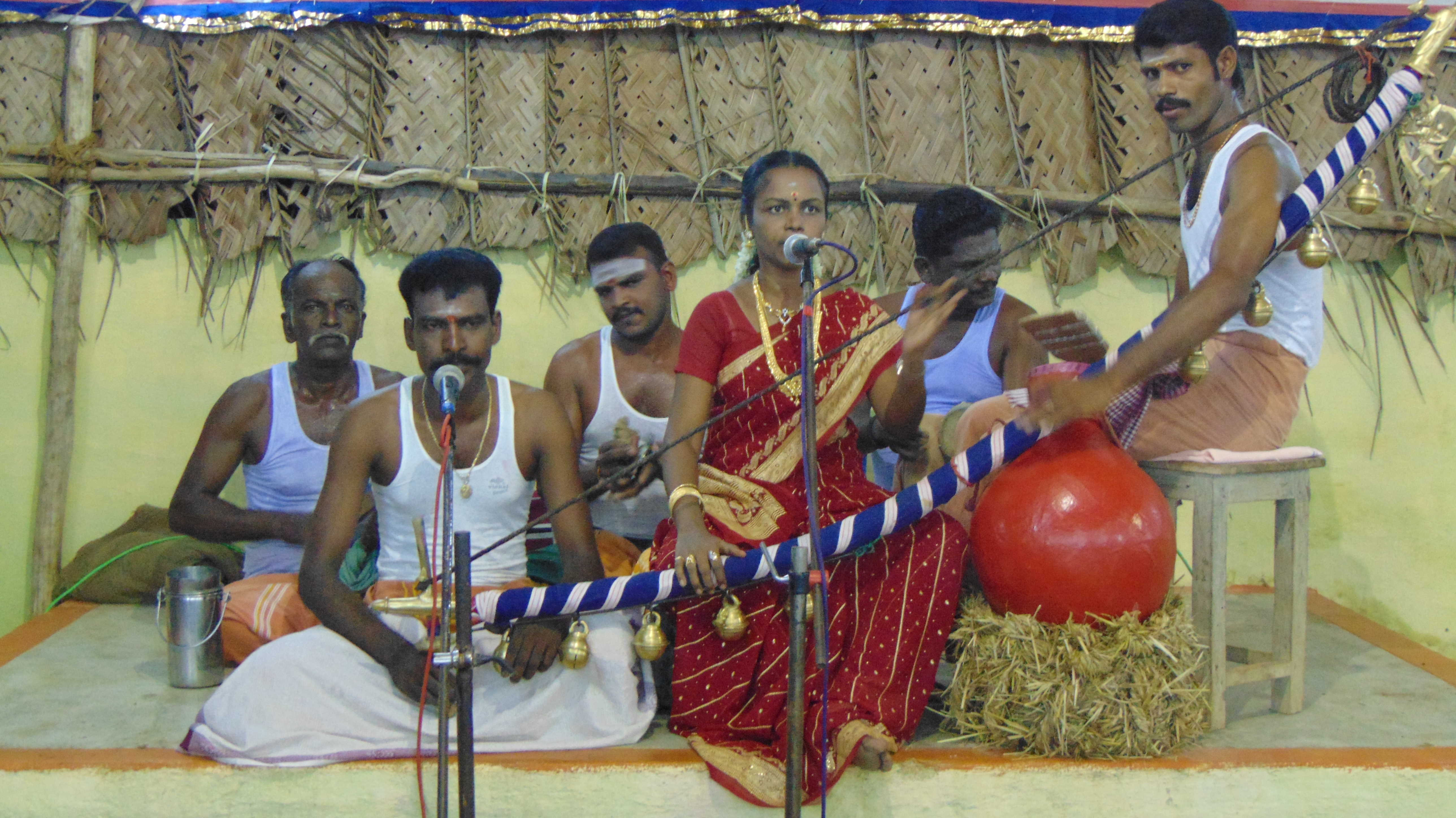
Villu Pattu-Aufführung in einem Tempel im Distrikt Tirunelveli, Tamil Nadu

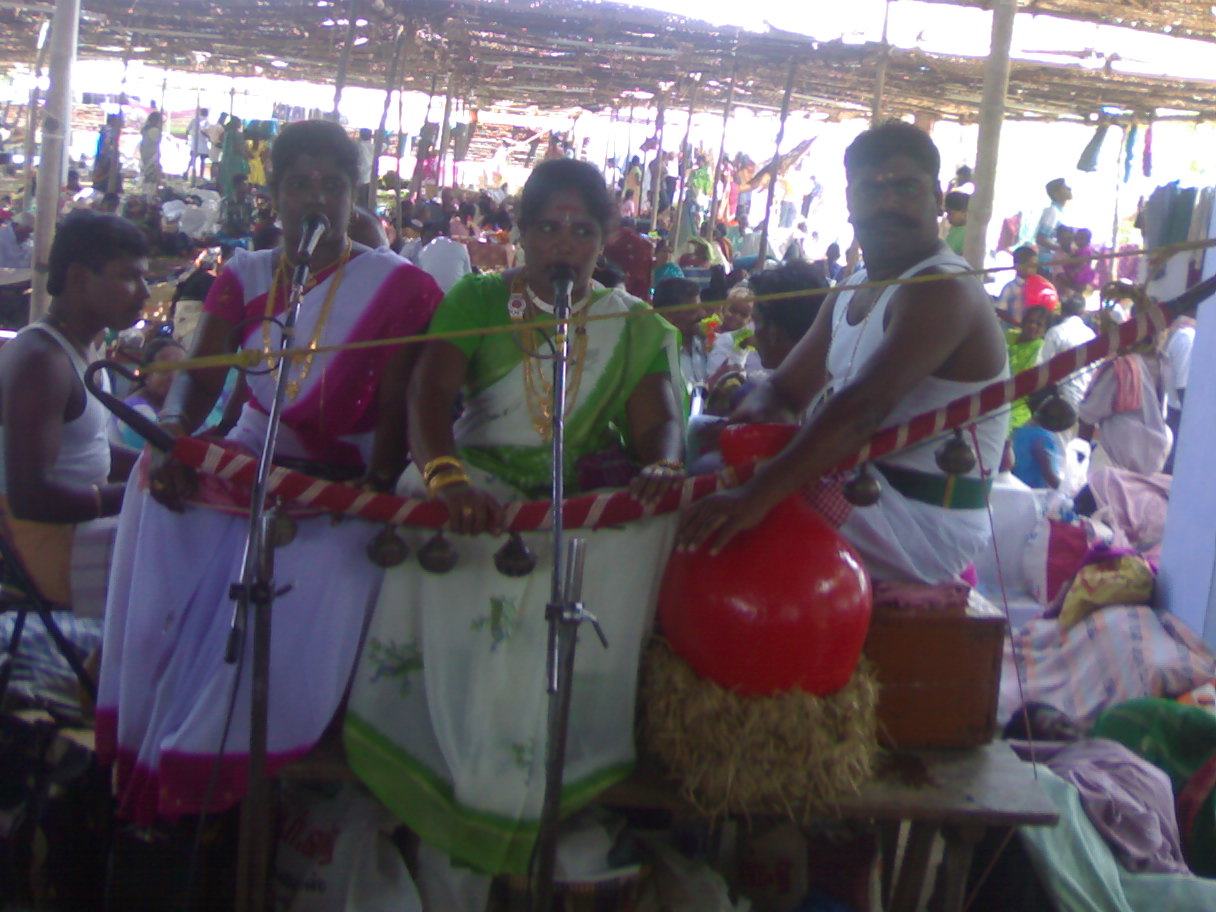
Panguni uththiram-Fest im Tempel des tamilischen Schutzgottes Aiyanar bei Tirunelveli

Die Volkslieder in Kerala werden geografisch eingeteilt in eine südliche Gattung Tekkan Pattukal und Lieder aus dem Norden, Vatakan Pattukal. Eine thematische Sortierung ergibt religiöse Lieder, Heldenepen, Arbeiterlieder, Lieder für bestimmte Feste wie Hochzeiten und solche mit erzieherischen Inhalten. Nach einer anderen Einteilung gibt es in Südkerala Lieder für Dämonen, solche zur regionalen Geschichte und zur Verehrung der Götter. Die Tradition der Villu Pattu und anderer Lieder wurde zum Wohlerhalt der Gesellschaft gepflegt, zugleich haben sich dadurch Geschichten über die Vorfahren und Lebensweisen der Vergangenheit im Gedächtnis erhalten.
Die „Bogenlieder“ lassen sich in zwei Gruppen gliedern: Die eine Gruppe beinhaltet Erzählungen über die Geburt der Götter (teyva piravi) und den heiligen Berg Kailash aus der allgemeinen indischen Mythologie. Bei der zweiten Gruppe stehen regionale historische Personen im Vordergrund. Es geht um deren Tod und wie sie in der jenseitigen Welt zu Göttern aufgestiegen sind. Die Erzählstruktur ist jeweils unterschiedlich. Die Texte sind durchschnittlich 5000 Teilen lang, der kürzeste Text besteht aus etwa 500 Zeilen, der längste ist eine Version des Ramayana mit 13.000 Zeilen. Der Textvortrag ist eher gesungen (pattu) oder mehr gesprochen (vacanam). Allgemein geht es um den Kampf zwischen bösen und guten Geistern, und die feindliche Umwelt, welche die Menschen beherrschen will, aber letztlich doch erfolgreich bekämpft wird. Am Ende der auf Moral bedachten Geschichten siegt immer das Gute. Zum Beispiel handelt die bekannte tamilische Geschichte Maruthanayakam Pillai von einem bösen Mann, der hinterlistig die Frau seines älteren Bruders zu verführen versucht und dafür büßen muss.
Diese epischen, mit dem Musikbogen begleiteten Geschichten sind im Süden von Kerala unter dem Namen Villu Kotti Pattu oder Villatichan Pattu verbreitet, sie haben ihren Ursprung bei einfachen Volksdichtern im 9. oder im 15. Jahrhundert. Das Gebiet reicht bis Kanyakumari an die Südspitze Indiens. Gesprochen wird in dem Gebiet des einstigen Fürstenstaates Travancore überwiegend Tamil und nicht das sonst in Kerala verbreitete Malayalam.

### Pazhanoor Nili
Die beliebteste der Villu Pattu-Geschichten handelt von der schönen Pazhanoor Nili, die von ihrem Ehemann ermordet wurde. Im Jenseits verwandelte sich Nili in einen Geist und verfolgte nach ihrer Wiedergeburt in unerfüllter Liebe den früheren Ehegatten. Die Geschichte verläuft in zwei Akten. Im ersten heiratet ein Mann aus der Kaste der Händler die junge Nili, verlässt sie jedoch nach kurzer Zeit wegen einer anderen Frau. Diese möchte Nili in ihrem Haus besuchen, wird aber von ihr abgewiesen. Entzürnt plant die neue Frau sich zu rächen. Sie fordert ihren Geliebten auf, zu Nili zurückzukehren und ihr mit Edelsteinen besetztes Hochzeitsband, tali („Schlüssel“), das Zeichen der gegenseitigen Verbundenheit, beizubringen. Also kehrt der Mann zu seiner ersten Frau zurück. Nach einigen Monaten geht Nili auf den Vorschlag ihres Mannes ein, mit ihm in eine andere Stadt zu ziehen, weil er vorgibt, weit weg von der Geliebten sein zu wollen. Bei ihrer Reise übernachten sie mitten in einem Wald. In dieser mondhellen Nacht umarmt Nili voller Liebe ihren Mann, der jedoch entwendet ihren tali, stößt sie in einen tiefen Brunnen hinab und kehrt zu seiner Geliebten zurück.
Im zweiten Teil wird die Geschichte nach der Wiedergeburt der Protagonisten fortgeführt. Der Mann ist wie zuvor Händler und macht auf einer Reise bei Vollmond Rast an jenem Brunnen, an dem er seine Frau ermordete. Aus dem Brunnen steigt Nilis Geist hervor und erscheint ihm als eine verführerisch schöne Frau. Er hält sie für  eine Mohini, die einzige weibliche Avatara Vishnus und ein göttliches Wesen, das Männer verzaubert, weshalb er ihr Begehren zurückweist. Nach langem Hin und Her nimmt sich der Ältestenrat des nächsten Dorfes der Angelegenheit an, entspricht Nilis Wunsch und erklärt beide für verheiratet. Das Paar wird in einem unbewohnten Haus im Dorf untergebracht. In der Nacht fällt Nili voller Leidenschaft über ihren Ehemann her und saugt seine Seele aus. Am nächsten Morgen wird er tot im Haus aufgefunden, Nili ist verschwunden.